# Leucanopsis pterostomoides
Leucanopsis pterostomoides är en fjärilsart som beskrevs av Rothschild 1909. Leucanopsis pterostomoides ingår i släktet Leucanopsis och familjen björnspinnare. Inga underarter finns listade i Catalogue of Life.